# 니시무라 다쿠마
니시무라 다쿠마(일본어: 西村 拓真, 1996년 10월 22일 ~ )는 일본의 축구 선수로 현재 J1리그의 요코하마 F. 마리노스에서 공격수로 뛰고 있다.

## 구단 경력
그는 2015년부터 J리그의 베갈타 센다이, 요코하마 F. 마리노스에서 뛰었다.

## 국가대표팀 경력
그는 2022년 EAFF E-1 풋볼 챔피언십에 참가할 일본 국가대표팀에 발탁되었으며, 7월 19일 홍콩와의 경기에서 데뷔, 2득점을 넣었다. 대회 우승. 그는 2023년까지 국제 A매치 통산 5경기에 출전, 3득점을 넣었다.

## 통계
| 일본 | 일본 | 일본 |
| 연도 | 출전 | 득점 |
| ---- | ---- | ---- |
| 2022 | 3    | 2    |
| 2023 | 2    | 1    |
| 통산 | 5    | 3    |

## 수상

### 클럽
베갈타 센다이
- 일왕배 : 준우승 (2018)

### 국가대표팀
일본
- EAFF E-1 풋볼 챔피언십 : 우승 (2022)